# Massis Majiljan

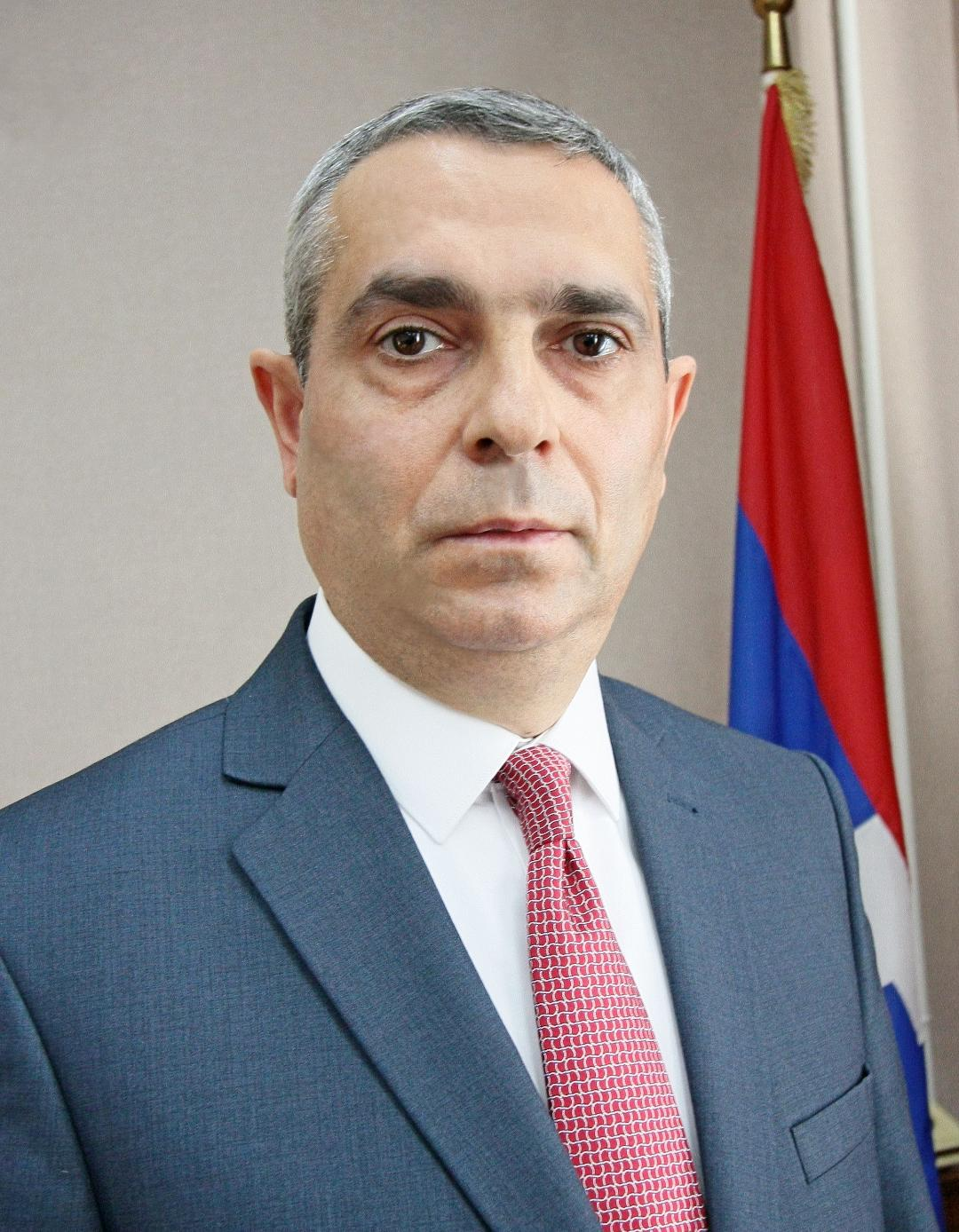

Massis Majiljan (armenisch Մասիս Մայիլյան; * 14. September 1967 in Stepanakert) ist ein armenischer Politiker. Seit dem 25. September 2017 ist er Außenminister der Republik Arzach.

## Leben

### Karriere
Zwischen 1986 und 1988 diente Massis Majiljan in der Roten Armee. Er studierte im Anschluss an der Staatlichen Universität Arzach Physik und Mathematik und schloss dieses 1991 ab. Von 1991 bis 1992 absolvierte er ein Postgraduales Studium an der Armenischen Staatlichen Pädagogischen Universität in Sozialpsychologie. 1992 und 1993 leitete er die Abteilung Informationspolitik der Informations- und Presseabteilung der Streitkräfte der Republik Arzach. Zwischen 1993 und 2001 hatte Majiljan diverse Positionen im Außenministerium der Republik Arzach inne. Er war unter anderem Leiter der Abteilung Internationale Organisationen und Berater des Ministers. Im Zuge dessen nahm er zwischen 1993 und 1997 als Teil der Delegation der Republik Arzach an Verhandlungen zur Beilegung der Konflikte um Bergkarabach unter Vermittlung der Organisation für Sicherheit und Zusammenarbeit in Europa und des Verteidigungsministerium der Russischen Föderation teil. Parallel studierte er an der Diplomatischen Akademie Wien und schloss das Studium 1998 ab. Von 2001 bis 2007 war er stellvertretender Außenminister der Republik Arzach. Dort war er zwischen 2004 und 2007 an der Arbeit der Interinstitutionellen Kommission für Fragen der Informationssicherheit des Sicherheitsrates beteiligt. 2008 gründete er den Öffentlichen Rat für Außen- und Sicherheitspolitik. Diesen leitete er bis 2017. Von 2016 bis 2017 war er zudem Generalbotschafter des Präsidenten der Republik Arzach. Am 25. September 2017 wurde Majiljan zum Außenminister Bergkarabachs ernannt. In diesem Amt wurde er am 29. Mai 2020 erneut bestätigt.

#### Teilnahme an den Präsidentschaftswahlen 2020
Massis Majiljan nahm als Präsidentschaftskandidat an den Wahlen in der Republik Arzach im März 2020 teil. Er wurde hierbei von den Parteien Neue Allianz Arzach und Vereinigtes Mutterland unterstützt. In der ersten Wahlrunde erlangte Majiljan 26,39 % der Stimmen. In der Stichwahl im April 2020 unterlag er mit 11,99 % der abgegebenen Stimmen Arajik Harutjunjan.

### Persönliches
Majiljan spricht fließend Russisch und Englisch. Er ist verheiratet und hat zwei Kinder.